# Sinosure
China Export & Credit Insurance Corporation (Sinosure) — китайская корпорация экспортно-кредитного страхования, является элементом инициативы «Один пояс и один путь». Крупнейшим акционером является государственная инвестиционная корпорация Central Huijin Investment (27,16 % акций). Представительства имеются в Лондоне, Дубае, Москве, Йоханнесбурге, Сан-Паулу, Джакарте и Каире.

## История
Sinosure была создана в 2001 году объединением экспортно-кредитного подразделения Народной страховой компании Китая (PICC) и страхового отдела Экспортно-импортного банка Китая.
На 2019 год сумма кредитно-экспортных контрактов, застрахованных корпорацией, достигла 498,8 млрд долларов США, что составило 20 % от китайского экспорта. Страховые премии за 2019 год составили 10,73 млрд юаней, инвестиционный доход — 4 млрд. Страховые выплаты за год составили 10,7 млрд юаней.
В 2023 году Sinosure обслужила более 200 тыс. клиентов и застраховала предприятия на сумму более 928,6 млрд долларов США. Объем сегмента краткосрочного страхования составил 770,8 млрд долларов, что на 3,4 % больше по сравнению с предыдущим годом.

## Деятельность
Основные направления деятельности:
- Средне- и долгосрочное кредитно-экспортное страхование — страхование деятельности китайских компаний, в частности по развитию инфраструктуры в других странах и производству транспортных средств.
- Страхование зарубежных инвестиций.
- Краткосрочное кредитно-экспортное страхование — страхование экспортных поставок.
- Кредитное страхование на внутреннем рынке.
- Гарантирование облигаций китайских компаний, размещаемых за рубежом[1].